# 日本PTA全国協議会
公益社団法人日本PTA全国協議会（にっぽんピーティーエーぜんこくきょうぎかい）は、日本全国のPTA（保護者と教職員による教育団体）の協議会組織。略称は日P。団体名は「にっぽんPTA」であり、「にほんPTA」では無い。
各都道府県及び政令指定都市に設けられたPTA協議会（または連合会）を正会員とする。しかし、正会員とされている団体の大多数は権利能力なき社団（任意団体）であり、「公益社団法人の正会員」という法的立場を充足し得るか、疑義が生じている。このため、各学校のPTA（単位PTA）の中には、日Pに所属していないPTAもある。また、全国のPTAおよびそれに類する団体の上部組織ではないため、各PTAに対しての指揮命令および許認可の権限はない。
因みに、高等学校のPTA協議会として全国高等学校PTA連合会（略称：全国高P連）が存在する。

## 概要
第二次世界大戦後、連合国軍最高司令官総司令部 (GHQ) の占領下で、アメリカ教育使節団第一次報告書の勧告をもとに日本独自の検討を加えて誕生したPTA活動の全国連絡協議会。2013年（平成25年）度より公益社団法人となった。旧主務官庁は文部科学省。
健全な青少年の育成と児童福祉の増進を図り、もって社会の発展に寄与することを目的とする。小・中学校での完全学校週5日制の実現、健全な校外生活、少年非行の防止、家庭教育の推進、児童虐待の防止やいじめ予防など教育に関する様々な活動を行っている。
管轄官庁は文部科学省 生涯学習政策局 社会教育課。

## 沿革
1952年（昭和27年）10月、東京都で「日本父母と先生の会全国団体結成大会」が開かれ、PTAの全国団体が結成された。参加資格は各都道府県と6大都市の協議会とされた。当初の参加団体は、岩手、秋田、奈良、滋賀、山口、香川、高知の7県と、京都市・大阪市を除いた各協議会となった。
翌1953年（昭和28年）8月には、三重県宇治山田市（現・伊勢市）において第1回全国PTA研究協議会が開催された。団体の名称は1953年（昭和28年）に「日本PTA全国協議会」とされ、翌1954年（昭和29年）8月には「日本PTA協議会」に改称、さらに1957年（昭和32年）8月に再び「日本PTA全国協議会」に改称し現在に至る。

## 組織
全国各地を9つのブロックに分け、ブロック協議会を設置している。各ブロック協議会には県単位・あるいは政令市のPTA協議会（連合）が所属している。
各ブロックに属する協議会の加盟率は、100%に近い地方自治体が存在する。しかし、東京都小学校PTA協議会（都小P）には東京23区のうち、17区と多摩全26市の連合会が脱退、あるいはもともと入っていない。加盟率は全小学校数の17%である。なお、都小Pに加盟していない特別区のPTA連合会が直接日Pに所属していることも多い。全国の地方PTA協議会および単位PTAの日Pへの加盟率は、公表されていないようである。

## 金銭・人事スキャンダル
2022年度決算において、5000万円近い予算執行オーバーが発覚。
2022年度会長が承知していない決済印のある発注書などによる、設備投資や、見積りのない広告予算の増額などのほか、2000万円にのぼる出張費（交通・宿泊費）が問題となった。
2023年6月の総会において、この問題に明確な回答が出ないまま、2022年度会長が続投することとなったが、わずか1ヶ月後の7月、同会長にパワーハラスメント行為があったとして、理事会が解任、新会長を選出した。
前会長は、事実無根として、名誉毀損等で法廷闘争も辞さないと記者会見を行った。
2024年7月17日、工事代金を業者に水増し請求させて日Pに損害を与えたとして、元参与が背任容疑で逮捕された。日Pが支払った代金のうち、実際の工事費を差し引いた約1200万円が工事業者から元参与の関係会社の口座に振り込まれ、直後に全額引き出されていたという。元参与は日P事務局を事実上管理統括していたとみられ、日Pの職員は「工事は任せきりだった」などと話しているという。翌18日に日Pの全国代表者会議が開かれ、事件の概要とともに、元参与に便宜を図ったなどとして、日P事務局長の男性と事務局次長の女性を業務命令違反で懲戒解雇を決定したことが報告された。なお、2022年度会長の解職理由はこの事務局次長に対するハラスメント行為。8月7日、元参与が背任罪で起訴された。
2022年度会長は埼玉新聞の取材に対し、同年に元参与の知人3人が事務局員に就いたことや、自身が専務理事を務めており事務局運営の知識もあったことなどを挙げ「元参与が日Pに対する強い影響力を持っていた」と指摘。「疑念の声を聞かずに真摯に取り組まなかった当時の執行部にも問題がある」と訴えている。
2024年10月11日　内閣府公益認定等委員会が9月に立ち入り検査をし、事務局長空席状態や2023年度の決算や事業を承認する理事会の開催を規定の期間中に行わない法令違反などがあったとして、公益法人認定法に基づき行政指導を実施。
2024年12年13日　2022年当時に事務局を事実上統括していた元役員が業者に工事代金約1205万円を水増し請求させたなどとして「背任罪」に問われことに対し、内閣府公益認定等委員会が10月、公益事業を行う能力に疑義が生じているとして、公益法人認定法に基づき、事務局体制や工事契約に関する事実関係などについて日本PTA全国協議会に報告を要求し、日本PTA全国協議会が11月に報告していた報告書が全国のPTA協議会・連合会向けに公開された。報告によると、事件につながった所有ビルの工事に関して「正式な事務手続きを経ない不適切な契約が繰り返された」などと不備を認め、「正式な事務手続きを経ない不適切な形で、背任罪で起訴された元役員から指示を受けた事務職員が計11回工事代金を支払っていた。当時、理事会で工事の報告はあったが、協議・審議が行われた記録はなく、会長や担当の理事は『善管注意義務に欠けていた』」と報告した。今後、規定を変えるなどの改善策を示して「組織の透明性を高め、適正な運営を行う」とした。

2024年12月25日　内閣府は日本PTA全国協議会に対して、内規で事務局長や事務局次長などの役職を置くと規定しているのに対して、2021年度末で職員が全員退職し、2024年11月時点の体制は臨時職員2人のみだった事で、「事務局長が長期間、不在となるなど運営体制が不適切」として是正勧告を出し、また元参与青羽章仁が逮捕された背任事件への対応も不十分だとして、2025年3月末までに改善に向けた計画を提出するよう求めた。

## テレビ番組に関する意識調査
日本PTA全国協議会は2011年まで毎年、会員の保護者とその小学5年生・中学2年生の児童に対して、「テレビ番組に関する小中学生と親の意識調査」というアンケートを行っていた。
いずれのアンケートも、回答用紙には予めいくつかの番組が載せられており、公平性が疑問視されることが多かった。このため、協議会は、本来はマスメディア全般に対する意識調査であるにもかかわらず「毎年この部分のみクローズアップされる」という理由から、2012年以降は調査を行っていない。

### 子どもの好きな番組
- 『ウッチャンナンチャンのウリナリ!!』(日本テレビ系) - 1998年・1999年、小学3・4・5・6年生の第1位。
- 『学校へ行こう!』(TBS系) - 2002年、小学5年生児童・中学2年生児童の第1位。（但し、一部下品なコーナーもあり「子供に見せたくない番組」にもランクインすることもたまにあった。）
- 『トリビアの泉』(フジテレビ系) - 2003年、小学5年生児童・中学2年生児童の第1位。
- 『どうぶつ奇想天外!』(TBS系) - 2004年、小学5年生児童の第1位。
- 『はねるのトびら』(フジテレビ系) - 2004年、中学2年生児童の第1位。

### 子どもに見せたい番組
- 『プロジェクトX〜挑戦者たち〜』(NHK総合)
  - 2002年・2003年、小学5年生保護者・中学2年生保護者の1位。
  - 2004年、中学2年生保護者の第1位。
- 『どうぶつ奇想天外!』(TBS系) - 2004年・2006年、小学5年生保護者の1位。
- 『1リットルの涙』(フジテレビ系) - 2005年、小学5年生保護者・中学2年生保護者の第1位。
- 『世界一受けたい授業』(日本テレビ系)
  - 2006年、中学2年生保護者の第1位。
  - 2007年、小学5年生保護者・中学2年生保護者の第1位。

元の名前は「PTA推薦番組」であった。そのうち、『まんが日本昔ばなし』(MBS毎日放送)は中期以降、タイトルバックが出る直前に「PTA推薦番組」というテロップを流して放送していた。過去には『世界名作劇場』などのアニメも日本PTA全国協議会の推薦番組に挙げられた例は多い。
日本民間放送連盟による「青少年に見てもらいたい番組」の常連である『ちびまる子ちゃん』、『サザエさん』(いずれもフジテレビ系)などのテレビアニメは、トップ10にランクインしないことが多かった。
志村けんの番組では、『天才!志村どうぶつ園』(日本テレビ系)が「子どもに見せたい番組」にランクインしており、一方で『志村けんのバカ殿様』(フジテレビ系)が「子どもに見せたくない番組」にランクインしていたのとは対照的である。

### 子どもに見せたくない番組
以下は、民放各局で主に親が子供に見せたくない番組のリストである。
日本テレビ系
『11PM』
『テレビ三面記事 ウィークエンダー』
『ルパン三世』
『火曜サスペンス劇場』
『ダウンタウンのガキの使いやあらへんで!』
『ダウンタウンDX』
『電波少年シリーズ』
『とんねるずの生でダラダラいかせて!!』
『キスだけじゃイヤッ!』
『ビートたけしのお笑いウルトラクイズ』
『天才・たけしの元気が出るテレビ!!』
『ぐるぐるナインティナイン』
『マネーの虎』
『行列のできる法律相談所』
『エンタの神様』
テレビ朝日系
『おぼっちゃまくん』
『クレヨンしんちゃん』
『ボボボーボ・ボーボボ』
『ロンドンハーツ』
『いきなり!黄金伝説。』
『土曜ワイド劇場』
TBS系
『8時だョ!全員集合』
『加トちゃんケンちゃんごきげんテレビ』
『痛快なりゆき番組 風雲!たけし城』
『うたばん』
『学校へ行こう!』
『ガチンコ!』
『ここがヘンだよ日本人』
『爆笑問題のバク天!』
『リンカーン』
フジテレビ系
『オレたちひょうきん族』
『ドリフ大爆笑』
『志村けんのだいじょうぶだぁ』
『志村けんのバカ殿様シリーズ』
『ダウンタウンのごっつええ感じ』
『とんねるずのみなさんのおかげです→とんねるずのみなさんのおかげでした』
『めちゃ×2イケてるッ!』
『笑う犬シリーズ』
『ワンナイR&R』
『愛する二人別れる二人』
『クイズ!ヘキサゴンIIクイズパレード』
『はねるのトびら』
『ピカルの定理』
テレビ東京系
『独占!男の時間』
『銀魂』
『ピラメキーノ』
『愛の貧乏脱出大作戦』
元の名前は「ワースト番組」であった。「ワースト番組」には、『8時だョ!全員集合』(TBS系)が毎年のように1位を独占していたが1981年に入ると、『オレたちひょうきん族』(フジテレビ系)が同時間枠で放送開始されてからは「子どもに見せたくない番組」の1位を争うことになった。また、多くの児童・生徒らが就寝しているはずの深夜23時台以後に生放送されていた『11PM』や『独占!男の時間』なども性風俗を扱う内容が多く、PTAから「子供らに見せるべき番組ではない」「低俗番組」「ポルノ番組」「エロブンPM」と酷評された。
毎年上位にランクインされる番組は、『ロンドンハーツ』、『めちゃ×2イケてるッ!』、『志村けんのバカ殿様』、『ダウンタウンのガキの使いやあらへんで!』といった暴力、いじめ、下ネタ系のバラエティ番組が多かった。2004年から2011年までは、『ロンドンハーツ』が8年連続で1位となっていた。
ザ・ドリフターズの番組はしばしば槍玉に挙げられていた。1978年には、「低俗テレビ番組を野放しにできない」として当時、ワースト1として取り上げていた『8時だョ!全員集合』などの放送中止をTBSと番組スポンサーに求め、チャンネルの切り替え運動や商品の不買運動までちらつかせたが、最終的に実行に移される事は無く、他のテレビ局や多くの企業に「越権行為」と批判された。志村けん単独の番組に関しても、『志村けんのバカ殿様』等がしばしば上位に来ていた時期もあった。例えばパイ投げやスイカの早食い、寿司を握る前に気合入れでつばを手に噴く、食べ物に正露丸を混ぜ込むといった、食べ物を粗末にするシーンが多いことが挙げられる。
アニメで初のランクインは、『ルパン三世』だった。その後は『おぼっちゃまくん』、『ボボボーボ・ボーボボ』、『銀魂』等がランクインしていた。特に『クレヨンしんちゃん』はランキングの常連だったが、その後にイメージアップを遂げて舞台である埼玉県春日部市のキャラクターのような扱いとなり、2016年からは同市のコミュニティバス「春バス」のラッピングに採用された。
1980年代までは、テレビドラマがランクインすることはなかったが、「子どもに見せたくない番組」になってからは、野島伸司が手掛けた脚本などのグロテスクな表現ドラマが高視聴率をマークするようになった1994年以降は『家なき子』、『人間・失格〜たとえばぼくが死んだら』、『聖者の行進』、『女王の教室』、『14才の母』、『ライフ』、『火曜サスペンス劇場』、『私が恋愛できない理由』、『蜜の味〜A Taste Of Honey〜』などのドラマもランクインするようになり、2011年には2本がランクインした。
クイズ番組では、おバカタレントの台頭を理由に『ヘキサゴンIIクイズパレード』(フジテレビ系)がランクインしたが、同番組は「子供に見せたい番組」にもランクインしていた。
子供番組では、『ピラメキーノ』(テレビ東京系)が2009年～2011年と3年連続でランクインしていた。